# 森部村
森部村（もりべむら）は、かつて岐阜県安八郡に存在した村である。
現在の安八郡安八町森部に該当する。

## 歴史
- 1889年（明治22年）4月1日 - 町村制により、森部村が発足。
- 1897年（明治30年）4月1日 - 氷取村、大明神村、中須村、大野村、南今ヶ淵村、善光村、南条村、大森村、北今ヶ淵村、中村と合併し、名森村が発足。同日森部村廃止。

## 教育
- 森部尋常小学校（1908年に統合され名森尋常高等小学校。現・安八町立名森小学校）

## 神社・仏閣
- 宇波刀神社